# José Ribas Seva
Josep Ribas Seva conegut com a José Ribas Seva fou un polític i dirigent falangista català. Va ser regidor i primer tinent d'alcalde de l'Ajuntament de Barcelona. És net de Josep Ribas i Fort, fill de Josep Ribas i Anguera, i pare de José Ribas Sanpons.

## Biografia
Pertanyia a una nissaga de moblistes acomodats de Barcelona (activa sobre diferents noms de 1860 al 1984: Pons y Ribas, José Ribas e Hijos, José Ribas i Vda. de Ribas). És el fill de Josep Ribas i Anguera (1866-1909), mort en un estrany tiroteig al tren de Sarrià, que encara no s'ha aclarit si fou un accident o un atemptat. Va obtenir el títol de director de fusta per l'Escola Industrial de Barcelona i fou membre del Centre Excursionista de Catalunya.

### Segona República
Fou un dels fundadors de la Falange Española a Barcelona, juntament amb els destacats Carles Trias Bertran, Robert Bassas Figa, Josep Maria Fontana Tarrats i Luys Santa Marina. Fou captat per a la Falange Española per Robert Bassas Figa el 1933 a conseqüència d'una vaga de llarga durada, el 1932, a la fàbrica de mobles familiar. El 1934 era ja Jefe de la Central Obrera Nacional-Sindicalista. El 1935 fou nomenat cap local de la Falange a Barcelona, i compartí lideratge amb Robert Bassas.

### Guerra Civil
Participà en els preparatius de la sublevació del 18 de juliol de 1936 a Barcelona, i en fracassar, va fugir en un vaixell italià cap a Gènova i Roma, on va fer gestions infructuoses amb Joan March Ordinas per tal de salvar José Antonio Primo de Rivera. Va proposar, per facilitar la propaganda feixista, utilitzar el català a Radio Castilla, però els censors militars no ho van acceptar, en considerar que el castellà era «una arma contra l'enemic». També es va imprimir propaganda en català, però els militars la van destruir.
De Roma marxà a Burgos, on fou Jefe Territorial de Catalunya de FE de las JONS. Juntament amb un altre càrrec falangista Carlos Trías Bertran, va declarar en el judici sumaríssim 477/37 contra Manuel Carrasco i Formiguera. Fou nomenat consejero nacional l'octubre de 1937 per mediació de Ramón Serrano Suñer, i en fou l'únic català juntament amb Eduard Aunós Pérez. Va servir com intermediari important entre els sectors industrials i financers i el govern dels insurrectes militars.

### Trajectòria durant la dictadura franquista
En tornar a Barcelona el 1939 fou nomenat regidor de l'Ajuntament de Barcelona, i primer tinent d'alcalde del 1945-1951 amb l'alcalde Josep Maria Albert i Despujol, baró de Terrades. El 1961 tornà a ser tinent d'alcalde amb José María de Porcioles. Entre altres càrrecs, també fou diputat provincial, encarregat de l'Hospital Clínic de Barcelona i de la Casa de la Caritat, vocal econòmic del Sindicato de la Madera i delegat provincial d'Auxilio Social (1942-1948).